# Lara Stone
Lara Catherina Stone (Geldrop, 20 de Dezembro de 1983) é uma supermodelo neerlandesa.
Segundo a revista Forbes, Stone foi em 2010 a 7ª modelo mais bem paga do mundo, com um ganho anual estimado em 4,5 milhões de dólares.

## Biografia
Nascida na pequena cidade holandesa de Geldrop (atualmente parte da municipalidade de Geldrop-Mierlo), é filha de mãe holandesa, Kathryna Stone, e pai inglês, Michael Stone.
Lara Stone foi descoberta no metrô de Paris aos 12 anos de idade. Em 1999, com 15 anos, participou no concurso da agência Elite Model e embora não tenha vencido, a agência acabou por contratá-la. Após uns anos de trabalho no mundo da moda assinou, em 2006, um contrato com a agência IMG Models. Atualmente, Lara subiu no ranking das modelos mais cobiçadas do mundo da moda, de acordo com o site "Models.com".

## Carreira
Stone fez vários desfiles incluindo marcas como Louis Vuitton, Chanel, Lanvin, Miu Miu, Fendi, MaxMara, Pollini, Prada, Anna Sui, Marc Jacobs, Michael Kors, Stella McCartney, Zac Posen, Balmain, Celine, Hermés, Jean Paul Gaultier, Dolce & Gabbana, Givenchy, Karl Lagerfeld, Missoni, Emanuel Ungaro e Victoria's Secret. Stone fez a abertura nos desfiles de Giles Deacon, Isabel Marant, Christopher Kane, Fendi e MaxMara e o final nos de Diesel, Stella McCartney e Balmain. É modelo "semi-exclusiva" da Prada.
As campanhas publicitárias que protagonizou incluem marcas como Calvin Klein, H&M, Jean Paul Gaultier, DKNY, Nicole Farhi, Belstaff, Hugo Boss, Revlon, Just Cavalli, Max Mara, La Perla, Sisley, Jil Sander e Givenchy. Apareceu em capas de revistas como Vogue, Elle, The Journal, V, i-D e W juntamente com Kate Moss e Daria Werbowy.
Stone foi fotografada com Malgosia Bela, Daria Werbowy, Randal Moore, Mariacarla Boscono, Emanuela de Paula e Isabeli Fontana para o Calendário Pirelli de 2009. Em Agosto de 2009, estampou a capa da W, com o sub-título "Rosto do momento".